# Beyond Good & Evil
Beyond Good & Evil es un videojuego para GameCube, PC, Xbox , PlayStation 2, Xbox 360 y PlayStation 3 desarrollado por Ubisoft y publicado en el año 2003. Trata de las aventuras de una chica, Jade, que armada con una cámara fotográfica, intentará descubrir la verdad.
Una versión remasterizada del juego en alta definición fue lanzada para PlayStation Network y Xbox Live en 2011. Esta versión cuenta con trofeos, y algunas mejoras en los gráficos del juego.
Michel Ancel, creador de Rayman, visionó el juego como la primera parte de una trilogía. El juego fue desarrollado bajo el nombre en código "Project BG&E" por 30 empleados de Ubisoft Montpellier con la producción durando más de tres años. Una de las principales metas es producir una historia significativa mientras se le daba a los jugadores una gran cantidad de libertad, aun cuando el juego adopta una relativa estructura lineal. El juego fue recibido pobremente cuando fue mostrado en la E3 2002 e impulsó a los desarrolladores a cambiar algunos de los elementos del juego, incluyendo el diseño de Jade. Ancel también intentó agilizar el juego con el objetivo de hacerlo más comercialmente atractivo.
Beyond Good & Evil fue aclamado por la crítica. Se alabó la animación, configuración, y diseño del juego, pero fue criticado el combate en el juego e inconvenientes técnicos.  
El juego recibió una nominación a "Juego del Año" en los Game Developers Choice Awards de 2004. Mientras el juego se hizo de culto por los jugadores, fue considerado un fracaso comercial al lanzarse. Una precuela, Beyond Good & Evil 2 está actualmente en desarrollo y fue oficialmente anunciada en la E3 2017. 

## Historia
Jade es una chica que trabaja como reportera investigadora, además de ser una artista marcial y habitante de Hillys. Vive en un faro con su Tío Pey'j (o Zerdy, un cerdo antropomórfico) y un grupo de niños cuyos padres han desaparecido a causa de los ataques que la raza alienígena DomZ realiza habitualmente en su planeta, ya sea abduciendo a los habitantes para drenar su energía vital o implantando esporas para convertirlos en sus esclavos. El juego toma lugar en el año 2435, en un planeta que mezcla la modernidad actual con tecnología y elementos de ciencia ficción y fantasía. Un día, la zona donde viven se ve atacada por los Domz, y Jade corre a ponerse a salvo. Pero cuando intenta activar los escudos, descubre con horror que se le ha acabado el dinero y la Compañía Óptima le ha cortado el suministro energético. En ese momento, los Domz atacan el faro, y Jade debe luchar contra ellos para salvar a los niños. Cuando cree haberlos vencido, es arrastrada a una cueva subterránea, en la que, con la ayuda de Pey'j, se enfrenta a un terrible monstruo. Las secciones Alpha, protectoras del planeta, llegan al rescate más tarde de lo esperado, siendo su intervención un tanto inútil.
Poco después, intentando conseguir más dinero, Jade recibe un encargo de un misterioso Señor De Castellac, que le pide que se reúnan en una vieja mina abandonada. También le advierte que es una misión muy peligrosa, y que hay mucho dinero en juego. Jade, confusa por los hechos, decide tomar la misión del Sr. DeCastellac. La misión que le piden es que tome fotos de dos individuos (un macho y una hembra) de dos criaturas DomZ que se han instalado en lo más profundo de la mina.
Justo tras terminar esta misión, Jade y Pey'j descubren que no existe el tal señor De Castellac, y que la misión era una prueba, un examen para saber si merecía trabajar con la Red Iris, un grupo rebelde que pretende sacar a la luz la verdad sobre la guerra: la Sección Alpha es aliada de los DomZ y está secuestrando gente con oscuros propósitos.
Cada día en el planeta Hillys, los ataques de los DomZ golpean a la población. Las tropas de intervención Sección Alpha parecen incapaces de proteger a las personas.
Tú juegas el rol de Jade, una reportera joven con un pasado misterioso. ¿Tendrás éxito en salvar al planeta Hillys y revelar los secretos de la invasión DomZ? Tus mejores armas son tu cámara, tus fieles compañeros y tu deseo de revelar la verdad, ¡Pero ten cuidado! ¡La línea divisoria entre el bien y el mal es a veces muy fina en efecto!
-Manual Beyond Good & Evil

## Fases

### Introducción
Jade se encuentra en su hogar, el faro, junto a su tío Pay'j y los niños huérfanos (por culpa de los DomZ) que ellos mantienen en el faro, cuando los DomZ atacan. Jade intenta activar el escudo protector, pero se encuentra con que la compañía eléctrica les ha cortado el suministro por no pagar. Los DomZ entran en el faro y secuestran a unos cuantos huérfanos, metiéndolos en una especie de cápsulas en sus cuerpos. Ahora es cuando el juego comienza a ser jugable, ya que lo anterior era una especie de película. Debes luchar con los DomZ, y después con uno aún más grande, para lo que Zerdy llega y te lanza un báculo que utilizarás durante todo el juego: El Dai'Jo. Cuando vences al monstruo, las Secciones Alpha llegan, sospechosamente tarde.

### El señor de Castellac
Necesitas dinero para la electricidad, más que el que puedes ganar con tus fotos de animales, y casualmente (o no tanto), un tal Señor de Castellac te pide ayuda para obtener una foto de una pareja de animales en una isla, afirmando que obtendrás una gran recompensa. Tú aceptas y vas a la isla, enfrentándote allí con varias criaturas, y llegando al fin a la pareja a fotografiar. Justo después de hacer la foto descubres que esos bichos no son sino los ojos de un enorme Pterolimax (Criatura Domz), y debes luchar contra él, con la ayuda de Zerdy. Una vez lo derrotas, aparece el chófer del supuesto señor de Castellac, y te confiesa que en realidad ese señor no existe, y que él es miembro de la Red Iris, rebeldes que quieren descubrir la terrible verdad sobre las secciones Alpha. Necesitan tu ayuda, y tú accedes a ser su reportera y colarte en los cuarteles generales y lugares donde trafican con las víctimas: La fábrica de Nutripils, el antiguo matadero y Sélene, una luna de Hillys.

### La fábrica de Nutripils
La red Iris te encomienda tu primer trabajo: Ir a la fábrica de Nutripils para hacer un reportaje consistente en hacer tres fotos que demuestren la complicidad de las secciones Alpha con los Domz.
Esas tres fotos son: humano torturado, qué contienen las cajas, y Secciones Alpha sin cascos.
Durante el transcurso del nivel, Zerdy es capturado y encuentras a Doble H (agente de Iris).

### El matadero
El siguiente reportaje consiste en entrar en el matadero y fotografiar: humanos en la lanzadera, sarcófagos Domz y extrayendo energía a los humanos. Al volver con IRIS, se descubre que Zerdy es el jefe de Iris. Tienes que descubrir la Beluga, una nave de Zerdy, e ir a la Luna, pero mientras preparas la nave el faro es atacado. Finalmente te diriges a Selene.

### Seléne, la luna de Hillys
Aquí, tras liberar a Zerdy, el objetivo es enviar el último reportaje (que muestra al jefe de las secciones Alpha hablando con el líder Domz por el transmisor hacia la televisión. Tras hacerlo el transmisor estalla, tienes que huir, y eres capturado por el líder de las secciones Alpha. Te liberas y, cuando te acercas a la base de los Domz, te tienden una emboscada, pero los hillianos te ayudan, y logras llegar a la base. Entras para enfrentarte con el líder de los Domz, el emperador Domz.

### El final
Derrotas al emperador Domz, y a partir de ahí hay una secuencia cinemática, en la que se muestra cómo los Hillyanos son liberados. A continuación aparecen los créditos de juego, y después hay una pequeña escena, en la que se muestra como Zerdy parece estar infectado por los Domz.

## Personajes
- Jade: Es una chica de 20 años que trabaja de reportera de acción/fotógrafa. Es la dueña de Reportajes Jade, se gana la vida realizando reportajes fotográficos por contrato

Jade es una mujer vivaz, fuerte y valiente, y con una sutil feminidad. Tiene una inclinación especial hacia la aventura y la justicia y cree que el cambio es posible. Es muy unida con su tío Pey'j y a los niños huérfanos que ambos acogen en su hogar.
Es una fotógrafa de primera fila, conocida por su ingenio, sus habilidades de investigación y su capacidad para el sigilo. Es también una auténtica maestra de artes marciales, y su dominio del Dai'Jo en la lucha solo es igualable a su pericia y puntería con el guante de lanzar girodiscos.
Jade quedó huérfana cuando era una niña y no conoce a sus padres ni sabe de dónde viene. Creció en la zona pobre de Hillys, donde aprendió a defenderse por sí misma y a agudizar el ingenio en las calles, y donde adquirió un fuerte sentido de solidaridad humana.
Vive en una pequeña isla de Hillys con su tío adoptivo Zerdy y muchos niños que han perdido a sus padres, bien en los recientes ataques nocturnos o bien desaparecidos misteriosamente.
Su posesión más valiosa es su cámara, lo único que recibió de sus padres cuando era niña y el único recuerdo de su familia.
Después de que la red IRIS contactara con ella, se convierte en el principal medio de acción, como reportera, para la causa rebelde. Lucha contra los prejuicios y la propaganda, defiende a su pueblo y persigue el derecho de conocer la verdad más allá del bien y del mal. A lo largo de su aventura, adoptará el nombre de Shauni para firmar sus reportajes para IRIS.
En la conferencia de Ubisoft en el E3 del 11 de junio de 2018 se reveló en el tráiler oficial que Jade vuelve en Beyond Good and Evil posiblemente como la antagonista del videojuego.
- Pey'j: Tiene 50 años y es habilidoso. Gruñón, aunque atento y cariñoso, Pey'j es un luchador que lo ha visto y lo ha vivido todo.

Verdadero genio de la mecánica y la electrónica, Pey'j es famoso por sus habilidades mecánicas para arreglar todo lo que pasa por sus manos. Cuida del equipamiento de Jade y constantemente está investigando nuevos artilugios y máquinas para Reportajes Jade... o simplemente por divertirse.
Pey'j es un híbrido: medio hombre, medio jabalí. Es el tío adoptivo de Jade y la ha criado desde que era una niña. A pesar de sus miedos y dudas, ha sido un gran tutor para Jade y aún intenta protegerla y ayudarla con sus misiones cada vez que puede.
Pey'j vive en una pequeña isla en Hillys con Jade, en un faro que él mismo construyó hace unos años.
Su posesión más valiosa son sus botas-cohete, que son algo único, un invento a propulsión que le permiten elevarse muy alto o elevar otros objetos con una estampida.
Pasa mucho tiempo con Jade, de hecho, suele estar a su lado en sus misiones de reportajes fotográficos. Cuando no la acompaña, está en su taller, aunque nadie sabe exactamente qué hace ahí
- Hann: miembro de la Red Iris.

- Doble H: Tiene 36 años y es soldado en las fuerzas rebeldes de IRIS

Enérgico, directo y caballeroso, Doble H solo es conocido por su nombre en clave y puede describirse como el caballero moderno con su propio código de honor. Es un poco cabeza dura y a veces disfruta usando la fuerza bruta para resolver los problemas.
Debido a su intenso entrenamiento en el ejército, Doble H está en plena forma física. Tiene un puñetazo poderoso y puede ser demoledor con su martillo. Pero lo que probablemente le ha dado más fama es su embestida , que puede eliminar enemigos o derribar puertas de un solo empujón.
Fue sargento en el ejército regular, lo que le permitió conocer las prácticas irregulares e inmorales del propio gobierno y de las secciones Alpha. Preocupado por la justicia y el bienestar social, desertó del ejército y se convirtió en agente activo para IRIS. Su gran sentido de la responsabilidad suele estar unida a sus valores militares, refiriéndose a menudo al manual "Carlson y Peeters", un libro de estrategia militar del que todos los soldados de la isla aprenden en su entrenamiento.
Su posesión más valiosa es su armadura, que raramente se la quita, a pesar de que esta da un timbre metálico a su voz. La armadura lo ha protegido de los rayos infrarrojos y ha salvado su vida en más de un ataque alienígena..
Cuando fue capturado y torturado por las secciones Alpha perdió parte de su memoria. Jade lo ha liberado y ahora es totalmente fiel y leal a ella, siguiéndola y ayudándola con sus misiones para IRIS
- Los DomZ: criaturas sin alma creadas por el sacerdote DomZ.

- Sección Alpha: Cuerpo de seguridad de Hillys que por fuera simula proteger el planeta, pero que secretamente que secuestra gente por orden de los DomZ.

- Sacerdote DomZ: Líder supremo de los DomZ, tiene el aspecto de un gran cuerpo con forma de calamar esquelético, unido a la estatua reverencial de un sacerdote.

## Recepción
| Analista      | Plataforma          | Nota                |
| ------------- | ------------------- | ------------------- |
| Meristation   | Xbox                | 8.8/10              |
| Meristation   | PS2                 | 8.5/10              |
| Meristation   | PC                  | 8/10                |
| Vandal        | Todas               | 9.2/10.0            |
| IGN           | Todas               | 9.0/10.0            |
| GameSpot      | Todas               | 8.3/10.0            |
| GameSpy       | Todas               | 4.5/5.0             |
| Game Informer | Xbox, PS2, GameCube | 8/10                |
| Metacritic    | Xbox                | 87/100 (40 reviews) |
| Metacritic    | PS2                 | 86/100 (45 reviews) |
| Metacritic    | GameCube            | 87/100 (43 reviews) |
| Metacritic    | PC                  | 83/100 (26 reviews) |
| Game Rankings | Xbox                | 88% (53 reviews)    |
| Game Rankings | PS2                 | 88% (59 reviews)    |
| Game Rankings | GameCube            | 88% (44 reviews)    |
| Game Rankings | PC                  | 84% (24 reviews)    |

Mientras algunos análisis alababan el juego, Beyond Good & Evil obtenía unas ventas pobres, debido a la dura competición con otros juegos como Prince of Persia: Las Arenas del Tiempo y Tom Clancy's Splinter Cell.
Beyond Good & Evil recibió los premios en las categorías de Argumento y Juego del Año del certamen infográfico imagina en su edición del año 2004. En 2007 fue galardonado como el 22.º mejor juego de Xbox y como el 12.º mejor juego de Gamecube de todos los tiempos según la página web IGN. También fue galardonado como el 47.º mejor juego de PC en el "The PC Gamer Top 100" de la revista de juegos de PC, PC Gamer.
Peter Jackson hizo referencia a su calidad cuando accedió a que desarrollaran un juego de su película King Kong, "sólo si lo realizaba el mismo grupo de programadores que realizó Beyond Good & Evil". El juego de Jade le había encantado y pensó que Michael Ancel y sus colaboradores serían los más idóneos para el trabajo.

## Fotografías
La cámara réflex de Jade le sirve además para almacenar mapas y recibir y enviar correos electrónicos, pero lo más importante: es su arma, mediante la que sacará a la luz la verdad. Jade debe avanzar por los distintos lugares de Hillys en los que puede obtener pruebas, y fotografiar éstas, para después enviarlas a la Red Iris, que las mostrará a los habitantes del planeta.
Durante el juego Jade recibe otra misión: un grupo de científicos le pide que fotografíe a cuantos más animales mejor, para así poder crear un archivo con todas las especies conocidas.
Cada vez que termina un carrete, los científicos le ingresan una perla, que en Hillys se utilizan como moneda de cambio en el mercado negro, donde Jade compra piezas para su deslizador, su medio de transporte.
Cuando hayas hecho fotos de todos los animales, te darán el Mdisk de animales.

## Segunda Parte
El 15 de mayo de 2008, Gamespot confirmó que la secuela de este videojuego estaba en producción, y saldría para consolas de la octava generación. Sin embargo, son altas las probabilidades de que sea lanzado también para PC. Lo único que se ha reveló de Beyond Good & Evil 2 es un pequeño avance de presentación donde se puede ver a Jade y a Pey'j varados junto a una ruta, con un vehículo averiado. Pey'j, dormido sobre una revista, aspiraba moscas cada tanto, contándolas. Asimismo, también se supo de un gameplay en el que Jade está corriendo por una ciudad con una ambientación curiosamente similar a una ciudad hindú, escapando de los perseguidores. Al final, Jade salta hacia un helicóptero y se va en él, junto a otros helicópteros detrás, con la vista de una inmensa ciudad.
Michel Ancel declaró su deseo de producir una secuela del juego. Ubisoft anunció para la conferencia de apertura de Ubidays 2008 que habría un segundo juego. Una secuela, tentativamente titulada Beyond Good & Evil 2, estuvo por mucho tiempo en desarrollo, aunque el proyecto estuvo temporalmente detenido para enfocarse en Rayman Origins. Michel ha dado indicio de que Jade tendría un nuevo look para el juego. Tempranamente en 2016, Destructoid publicó un rumor de que el juego estaba siendo financiado por Nintendo como un juego exclusivo para su próxima consola cuyo nombre en código era "NX". El 27 de septiembre de 2016, Michel Ancel posteó una imagen en Instagram con el texto "En algún lugar de System 4 ... - ¡Gracias #ubisoft por hacer esto posible!". El 4 de octubre, él mismo declaró que BG&E2 estaba en preproducción. Ubisoft confirmó al declaración de Ancel a finales del 2016. El 13 de junio de 2017, se presenta y anuncia oficialmente durante la conferencia en E3 2017, junto a un temprano tráiler que fue mostrado. El juego fue confirmado como una precuela.